# Francoulès
Francoulès is een gemeente in het Franse departement Lot (regio Occitanie) en telt 206 inwoners (2005). De plaats maakt deel uit van het arrondissement Cahors.

## Geografie
De oppervlakte van Francoulès bedraagt 14,1 km², de bevolkingsdichtheid is 14,6 inwoners per km².

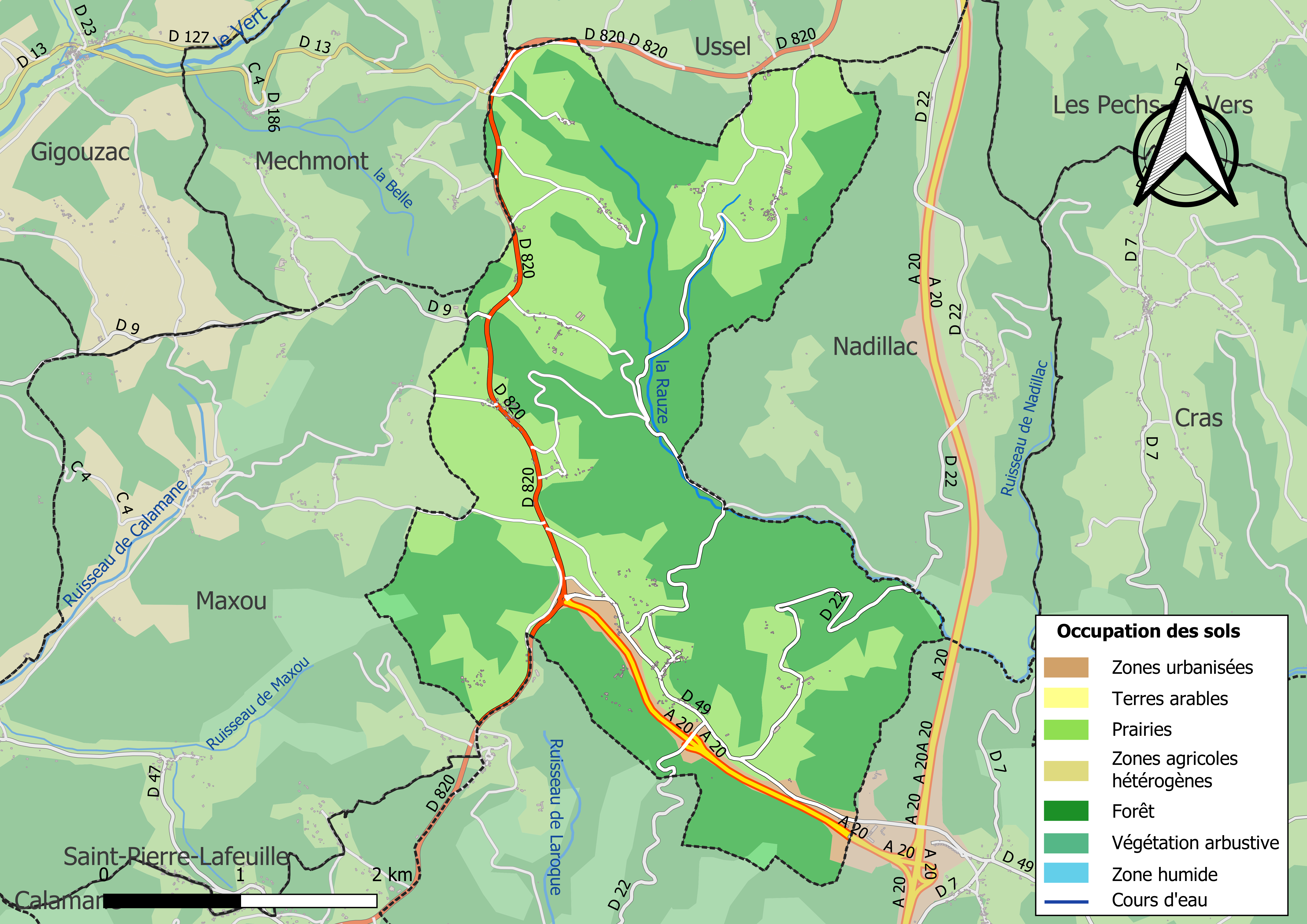
Kaart van de gemeente met de belangrijkste infrastructuur, bodemgebruik en omliggende gemeenten

## Demografie
Onderstaande figuur toont het verloop van het inwonertal (bron: INSEE-tellingen).